# Фрорип, Берта
Берта Фрорип (нем. Bertha Froriep; 16 мая 1833, Берлин — 12 декабря 1920, Веймар) — немецкая художница, работавшая в жанре портрета.
Родом из семьи известных немецких врачей и учёных. Её дед — врач и естествоиспытатель Людвиг Фридрих фон Фрорип (1777—1847), отец — анатом Роберт Фрорип (1804—1861), брат — Август фон Фрорип (1849—1917), также, как и отец, анатом.
В 1846 году переехала в Веймар; там училась у Фридриха Мартерстайга (нем. Friedrich Martersteig) и Фердинанда Вильгельма Пауэелса (нем. Ferdinand Wilhelm Pauwels). Позже регулярно участвовала в выставках в Берлине и Дрездене.
Наиболее известной её работой является портрет немецкого поэта, переводчика и учёного Фридриха Рюккерта, написанный в 1860-х годах.